# Демократическа партия (Италия)
Вижте пояснителната страница за други значения на Демократическа партия.
Демократическа партия (на италиански: Partito Democratico) е лявоцентристка социалдемократическа политическа партия в Италия.
Основана е през 2007 г. със сливането на:
- „Демократи от левицата“ (наследник на Италианската комунистическа партия),
- центристката партия Демокрация и свобода - Маргаритката и
- няколко по-малки организации.

Нейна основа става спечелилата изборите година по-рано коалиция, водена от Романо Проди. На изборите през 2008 година Демократическата партия остава на второ място и оглавява опозицията срещу Силвио Берлускони. През 2013 година е в основата на лявоцентристка коалиция, която получава 30% от гласовете и мнозинство в долната камара.